# François de Malherbe
François de Malherbe (Caen, 1555 - París, 16 d'octubre de 1628) va ser un poeta, crític i traductor francès.

## Biografia
Va nàixer a Caen, on la seua família gaudia d'una certa posició social. Va ser el fill major de François de Malherbe, conseller del Rei en la magistratura de Caen. Va ser educat a Caen, París, Heidelberg i Basilea. Als vint-i-un anys, a Provença, va servir com a secretari al príncep Enric d'Angulema, fill natural d'Enric II de França. Ací es va casar l'any 1581. Segons sembla, va escriure alguns versos en aquest període, però, si s'han de jutjar per una cita de Tallemant des Réaux, van haver de ser molt dolents.
El seu patró va morir mentre ell estava en de visita a la seua terra natal, i durant algun temps no va tenir una ocupació concreta, tot i que per alguns versos d'encàrrec va obtenir una considerable recompensa en diners d'Enric III de França. Es va casar amb la filla d'un president del Parlament. En aquest període, Malherbe vivia entre Provença i Normandia, i se sap molt poc de la seua vida. La seua obra Llàgrimes de Sant Pere, va aparèixer l'any 1587.
L'any 1600, va presentar a Maria de Médicis una oda de benvinguda, el primer dels seus poemes de mèrit. Però van transcórrer quatre o cinc anys més abans que la seua sort canviara. El seu compatriota, el Cardenal Du Perron el va presentar a Enric IV de França i tot i que al principi no va mostrar un gran interés pel poeta, content amb la Prière pour le roi Henri le Grand, allant en Limousin (Pregària pel rei Enric el Gran, anat a Llemotges) el va convocar a la cort, en la que va ser el poeta oficial durant la resta del regnat, durant la regència de Maria de Médicis i fins a la seua mort sota el regnat de Luis XIII. Es diu que la pensió que se li va prometre no va ser pagada fins al següent regnat. Son pare va morir l'any 1606 i va heretar.
A partir de llavors, va viure en la cort, junt amb la seua dona però veient-se només ocasionalment. Com a poeta oficial, va celebrar els esdeveniments polítics i al cardenal Richelieu. Es va rodejar de deixebles fidels, com Racan i Mainard i va esdevenir el guardià de la puresa del llenguatge poètic. La seua vellesa es va veure entristida per un gran infortuni. El seu fill, Marc-Antoine, va morir en un duel l'any 1626. Malherbe va acudir al Setge de La Rochelle (1627-1628) per a demanar justícia al rei Lluís XIII, però no va aconseguir que es castigara els culpables i va morir poc després a París.
Va morir a París el 16 d'octubre de 1628 a l'edat de setanta-tres anys.
El club de futbol de la seva ciutat natal, Caen, porta el seu nom: Stade Malherbe Caen Calvados Basse-Normandie.

## El teòric
Independentment del valor de la seua obra literària, en la que hi ha obres de mèrit, la major rellevància de Malherbe està en la seua faceta de teòric. Evolucionarà des de l'exuberància barroca cap a una sobrietat clàssica. En els seus atacs cap als excessos ni tan sols va respectar la seua obra de joventut, les Llàgrimes de Sant Pere. Atacarà els seguidors de l'italià Marin. El més important és la tècnica, no la inspiració. L'escola de Malherbe va portar a la poesia francesa a uns extrems de gran depuració tècnica, però a vegades escassa de geni i sentiment.
No obstant això, Malherbe no va redactar cap tractat poètic. Es pot recopilar el seu ideari de les correccions de l'obra de Desportes. Segons ell, la poesia ha de basar-se en la contenció i la claredat. El rigor i l'harmonia són més adequades per a la poesia que els excessos verbals.
És a més prescriptiu i intransigent, i va deixar un bon grapat de seguidors.
Tallemant des Réaux, que el va descriure com «taujà i incivil», va pintar a la perfecció el caràcter «maníac» de la seua obsessió per la puresa de la llengua. Deia dels seus enemics «que, si s'hi posara, faria amb la relació dels seus errors llibres més grossos que llurs mateixos llibres». Alguns van refusar sempre, per aquesta raó, sotmetre els seus escrits a l'aprovació de Malherbe perquè «no era més que un tirà, i tallava l'esperit de la gent». No obstant això, entre els que s'hi van arriscar, «Va dir a un home que li va mostrar un dolent poema que duia per títol : PER AL REI, que només calia afegir : PER A TORCAR-SE EL CUL. Fins i tot, «una hora abans de morir, es va despertar com en un sobresalt d'un gran ensopiment, per renyar la seua hostessa, que s'ocupava de la seua cura, per haver usat un mot que no era prou francès per al seu gust; i com el seu confessor va voler fer-li una reprimenda, li va replicar que no havia pogut resistir-s'hi, i que havia volgut fins a la mort mantenir la puresa de la llengua francesa.»
El teòric Boileau, glossa la figura de Malherbe com la d'un regenerador d'una poesia perduda en excessos, en un vers del seu Art Poètic de 1674: 
Finalment va arribar Malherbe, i va ser el primer que a França,

va aconseguir que s'escoltara en els versos l'adequada cadència